# Barbara Karska
Barbara Nielsen-McNaught z d. Karska (ur. 20 września 1949 w Holandii) – aktorka i dziennikarka polskiego pochodzenia.

## Życiorys
Karierę rozpoczęła w wieku 16 lat od reklamy kosmetyków Pollena. Potem pod nazwiskiem Barbara Berent zadebiutowała na dużym ekranie w roli zielonej wdowy Karen w komedii erotycznej Na drugie śniadanie: gorąca miłość (Zum zweiten Frühstück heiße Liebe, 1972). Wkrótce wystąpiła w komedii przygodowej Franka Hollmanna Robinson i jego dzikie niewolnice (Robinson und seine wilden Sklavinnen, 1972) u boku Daniela Martína, melodramacie psychologicznym Romana Załuskiego Anatomia miłości (1972) z Janem Nowickim i muzycznej komedii romantycznej Stara łódź i młoda miłość (Alter Kahn und junge Liebe, 1973). W serialu dla młodzieży Stawiam na Tolka Banana (1973) wystąpiła gościnnie w odcinku pt. „Filipek” jako Ewa, dziewczyna Wacka (Roman Wilhelmi).
Po występie w polsko-egipskiej koprodukcji Język miłości (Loghat el hob, 1974), wyjechała najpierw do Wiednia, a następnie do Holandii. Jako Barbara Nielsen występowała w filmach produkcji zachodnioniemieckiej, francuskiej, jugosłowiańskiej oraz południowoafrykańskiej, w tym jako Zosia w komedii Narzeczona z krainy chłodu (La fiancée qui venait du froid) z Thierrym Lhermitte i jako Barbara w dreszczowcu Rok meduzy (L’Année des méduses, 1984) u boku Valérie Kaprisky i Bernarda Giraudeau. Pracowała jako erotyczna aktorka i fotomodelka.
W 1984 na planie filmu Narzeczona z krainy chłodu poznała swego przyszłego męża, australijskiego aktora Douglasa McNaught. W 1998 roku porzuciła aktorstwo i wraz z mężem wyjechała do Australii, gdzie zamieszkała w Perth. Obecnie prowadzi talk-show Hello Darlink.

## Filmografia

### Filmy
| Rok  | Tytuł                                                                                 | Rola                          | Reżyser                 |
| ---- | ------------------------------------------------------------------------------------- | ----------------------------- | ----------------------- |
| 1972 | Na drugie śniadanie: gorąca miłość (Zum zweiten Frühstück heiße Liebe)                | Karen, zielona wdowa          | Hubert Frank            |
| 1972 | Robinson i jego dzikie niewolnice (Robinson und seine wilden Sklavinnen)              | klientka w aptece             | Frank Hollmann          |
| 1972 | Anatomia miłości                                                                      | Basia, znajoma Adama          | Roman Załuski           |
| 1972 | Siedem czerwonych róż, czyli Benek Kwiaciarz o sobie i o innych (nowela „Zimna woda”) | Mariola, sekretarka dyrektora | Jerzy Sztwiertnia       |
| 1973 | Piesze wędrówki to przyjemność pana Müllera (Das Wandern ist Herrn Müllers Lust)      | Dagmar                        | Franz Antel             |
| 1973 | Gdyby każdy dzień był niedzielą (Wenn jeder Tag ein Sonntag wär)                      | Otti                          | Harald Vock             |
| 1973 | Stara łódź i młoda miłość (Alter Kahn und junge Liebe)                                | Petra Hauser                  | Werner Jacobs           |
| 1974 | Schwarzwaldfahrt aus Liebeskummer                                                     | Renate Berndorf               | Werner Jacobs           |
| 1974 | Język miłości (Loghat el hob)                                                         |                               | Zuhair Bakir            |
| 1974 | Dwoje w siódmym niebie (Zwei im 7. Himmel)                                            | Wilma                         | Sigi Rothemund          |
| 1975 | Myślę, że koń mnie kopie (Ich denk’, mich tritt ein Pferd)                            | Lil                           | Theo Maria Werner       |
| 1975 | Das Rückendekolleté                                                                   |                               | Jan Němec               |
| 1976 | Auch Mimosen wollen blühen                                                            | Ludmilla                      | Helmut Meewes           |
| 1977 | Nagonka (Hajka)                                                                       |                               | Živojin Pavlović        |
| 1978 | Dama kameliowa (Kameliendame)                                                         | Olympia                       | Tom Toelle              |
| 1983 | Narzeczona z krainy chłodu (La fiancée qui venait du froid)                           | Zosia                         | Charles Nemes           |
| 1984 | Didi – Der Doppelgänger                                                               | Molly                         | Reinhard Schwabenitzky  |
| 1984 | Rok meduzy (L’année des méduses)                                                      | Barbara                       | Christopher Frank       |
| 1985 | Kawałek życia (Tranches de vie)                                                       | Marianna                      | François Leterrier      |
| 1990 | Schweitzer                                                                            | Rachel                        | Gray Hofmeyr            |
| 1990 | Kwagga Strikes Back                                                                   | niemiecka turystka            | David Lister            |
| 1995 | Soweto Green: This Is a ‘Tree’ Story                                                  | Eva                           | David Lister            |
| 1998 | Prostytutki                                                                           | klientka w aptece             | Eugeniusz Priwieziencew |

### Seriale TV
| Rok  | Tytuł                                    | Rola                            | Uwagi                                           |
| ---- | ---------------------------------------- | ------------------------------- | ----------------------------------------------- |
| 1973 | Stawiam na Tolka Banana                  | Ewa, dziewczyna Wacka           | odc. 6 – „Filipek”                              |
| 1975 | Armchair Cinema                          | Sylvia Hill                     | odc. „Tully”                                    |
| 1976 | Derrick                                  | Barbara, dziewczyna Schenke’a   | odc. „Auf eigene Faust”                         |
| 1976 | Alle Jahre wieder: Die Familie Semmeling | Fräulein Dassert, gość hotelowy | część 2 i 3                                     |
| 1977 | Die Unternehmungen des Herrn Hans        | zdobycz                         | odc. „Der Urlaub zu zweit” odc. „Die Eroberung” |
| 1981 | Locker vom Hocker                        | księżniczka Florentia           | odc. „Best of”                                  |
| 1983 | Monaco Franze – Der ewige Stenz          | asystentka                      |                                                 |
| 1995 | Cycle Simenon                            | Pani Bécu                       | odc. „Le crime de monsieur Stil”                |